# (73544) 2003 OZ30
(73544) 2003 OZ30 – planetoida z pasa głównego asteroid okrążająca Słońce w ciągu 5,53 lat w średniej odległości 3,13 j.a. Odkryta 30 lipca 2003 roku.